# 延山信弘
延山 信弘（のぶやま としひろ、1991年5月17日 - ）は、日本の俳優・タレント。大阪府出身。身長180cm。血液型O型。元所属事務所はライジングプロダクション。

## 略歴
- 2003年12月、池側剛士・酒谷尚史・田中涼・田中駿介と5人でヴォーカル&ダンスユニットDASH!!を結成。
- 2004年1月、ヴィジョンファクトリーと契約。
- 2008年7月29日から公演された『ミュージカル テニスの王子様「The Imperial Presence 氷帝 feat.比嘉」』で、5代目桃城武役に起用され俳優デビュー。
- 2015年1月29日 公式ブログにてライジングプロダクション退社を発表。

## 人物
- 趣味・特技は歌う事・ピアノ・ダンス[1]。
- 舞台タンブリングvol.3で大阪千秋楽の公演中に右足を骨折した木戸邑弥の代役として日吉洪太を演じることになった事務所の先輩でもあるLeadの鍵本輝とは、大阪のダンススクールで『遊戯王』のカードで一緒に遊びながら東京でデビューする日を一緒に夢見ていた仲であり、稽古では付きっ切りで一緒に新体操の練習やアドバイスをしていた。鍵本は、10年経ちそのときの状況に感慨深いものがあったという[2]。

## 出演
太字は主演作品

### テレビドラマ
- ハンマーセッション!（2010年7月 - 9月、TBS） - 葛城信吾 役
- 白戸修の事件簿 第9・最終話（2012年3月23・30日、TBS） - 山崎孝之 役
- 花のズボラ飯 第2話（2012年11月1日、毎日放送） - 大学生 役
- 仮面ライダーウィザード 第16話（2012年12月23日、テレビ朝日） - 達郎 役
- リミット（2013年7月12日、テレビ東京）

### 映画
- ゲキアツ〜真夏のエチュード〜（2011年） - 亘亮太 役

### 舞台
- ミュージカル テニスの王子様 - 桃城武 役　
  - The Imperial Presence 氷帝 feat.比嘉（2008年7月 - 11月）
  - The Treasure Match 四天宝寺 feat. 氷帝（2009年2月 - 3月）
  - Dream Live 6th（2009年5月）
  - The Final Match 立海 First feat. 四天宝寺（2009年7月 - 10月）
  - The Final Match 立海 Second feat. The Rivals（2009年12月 - 2010年3月）
  - Dream Live 7th（2010年5月）
  - Dream Live 8th (2011年5月）
- タンブリング vol.3（2012年8月 - 9月、東京国際フォーラムホールC・シアターBRAVA!・赤坂ACTシアター） - 火ノ原利春 役
- ミュージカル「冒険者たち」〜The Gamba 9〜 サンシャイン劇場（2013年6月） - ツブリ 役

### バラエティ
- 究極の男は誰だ!?最強スポーツ男子頂上決戦2013（TBS）

### イベント
- Leadコンサート オープニングアクト
- 城天ストリートライブ（2005年3月13日）
- 横浜ビブレイベント（2005年3月19日）
- モザイクダンスフェスティバル（2005年3月20日・21日）
- 城天ストリートライブ（2005年3月27日）
- 城天&青空オーディション（2005年11月13日）
- トークティ守口20周年記念（2005年10月29日）
- HEAVY RHYTHM vol.4（2005年12月19日）
- HEAVY RHYTHM vol.5（2006年4月2日）
- HEAVY RHYTHM FINAL（2006年8月28日） ※以上はDASH!!名義
- UNITED vol.2 〜RISING DANCE FESTIVAL〜（2010年6月5日）
- UNITED vol.3 〜RISING DANCE FESTIVAL〜（2010年9月23日）
- UNITED vol.4 〜RISING DANCE FESTIVAL〜（2011年2月13日）
- UNITED vol.5 〜RISING DANCE FESTIVAL〜（2011年6月10日・11日）
- UNITED vol.6 〜RISING DANCE FESTIVAL〜（2011年10月30日）

### カタログ
- ブルークロス（2005年） ※DASH!!名義

### DVD
- ハングリーハート - 須藤直流（ジキル） 役
- ハングリーハート2 - 須藤直流（ジキル） 役